# Маккосланд (Айова)
Маккосланд (англ. McCausland) — місто (англ. city) в США, в окрузі Скотт штату Айова. Населення — 313 особи (2020).

## Географія
Маккосланд розташований за координатами 41°44′36″ пн. ш. 90°26′45″ зх. д. / 41.74333° пн. ш. 90.44583° зх. д. (41.743407, -90.445881).  За даними Бюро перепису населення США в 2010 році місто мало площу 1,47 км², з яких 1,41 км² — суходіл та 0,06 км² — водойми.

## Демографія
Згідно з переписом 2010 року, у місті мешкала 291 особа в 115 домогосподарствах у складі 86 родин. Густота населення становила 198 осіб/км².  Було 123 помешкання (84/км²).
Расовий склад населення:
| - 97,9 % — білих |

До двох чи більше рас належало 1,4 %. Частка іспаномовних становила 1,7 % від усіх жителів.
За віковим діапазоном населення розподілялося таким чином: 22,3 % — особи молодші 18 років, 65,0 % — особи у віці 18—64 років, 12,7 % — особи у віці 65 років та старші. Медіана віку мешканця становила 40,1 року. На 100 осіб жіночої статі у місті припадало 99,3 чоловіків;  на 100 жінок у віці від 18 років та старших — 103,6 чоловіків також старших 18 років.
Середній дохід на одне домашнє господарство  становив 71 148 доларів США (медіана — 64 896), а середній дохід на одну сім'ю — 80 911 долар (медіана — 80 227). За межею бідності перебувало 7,8 % осіб, у тому числі 19,1 % дітей у віці до 18 років та 0,0 % осіб у віці 65 років та старших.
Цивільне працевлаштоване населення становило 205 осіб. Основні галузі зайнятості: виробництво — 19,0 %, роздрібна торгівля — 17,1 %, освіта, охорона здоров'я та соціальна допомога — 14,6 %, будівництво — 12,7 %.